# Watsonville
Watsonville és una població dels Estats Units a l'estat de Califòrnia. Segons el cens del 2008 tenia 50.442 habitants.

## Demografia
Segons el cens del 2000, Watsonville tenia 44.265 habitants, 11.381 habitatges, i 8.865 famílies. La densitat de població era de 2.691,5 habitants/km².
Dels 11.381 habitatges en un 49,2% hi vivien nens de menys de 18 anys, en un 56,3% hi vivien parelles casades, en un 16,4% dones solteres, i en un 22,1% no eren unitats familiars. En el 17,6% dels habitatges hi vivien persones soles el 9% de les quals corresponia a persones de 65 anys o més que vivien soles. El nombre mitjà de persones vivint en cada habitatge era de 3,84 i el nombre mitjà de persones que vivien en cada família era de 4,26.
Per edats la població es repartia de la següent manera: un 34% tenia menys de 18 anys, un 11,8% entre 18 i 24, un 30,5% entre 25 i 44, un 15,1% de 45 a 60 i un 8,6% 65 anys o més.
L'edat mediana era de 27 anys. Per cada 100 dones de 18 o més anys hi havia 100,4 homes.
La renda mediana per habitatge era de 37.617 $ i la renda mediana per família de 40.293 $. Els homes tenien una renda mediana de 26.701 $ mentre que les dones 22.225 $. La renda per capita de la població era de 13.205 $. Entorn del 15,4% de les famílies i el 19,1% de la població estaven per davall del llindar de pobresa.

## Poblacions més properes
El següent diagrama mostra les poblacions més properes.